# Space Bust-a-Move
Space Bust-A-Move es un videojuego de tipo puzle desarrollado por Lancarse y publicado por Taito para Nintendo DS. Apareció primeramente en Japón bajo el título Space Puzzle Bobble el 18 de diciembre de 2008, en América del Norte se publicó el 28 de julio de 2009 con el título Space Bust-A-Move y en Europa, el 28 de agosto de 2009, bajo el título Puzzle Bobble Galaxy. Al igual que Arkanoid DS, Space Invaders Extreme y Space Invaders Extreme 2, el juego es compatible con el controlador paddle de Taito.